# Offchurch
Offchurch – wieś w Anglii, w hrabstwie Warwickshire, w dystrykcie Warwick. Leży 8 km na wschód od miasta Warwick i 127 km na północny zachód od Londynu. W 2001 miejscowość liczyła 262 mieszkańców.